# Miguel Calero
Miguel Ángel Calero Rodríguez (Ginebra, Valle del Cauca, 14 de abril de 1971-Ciudad de México, 4 de diciembre de 2012) fue un futbolista colombiano naturalizado mexicano. Se desempeñaba como portero y su último club profesional fue el Pachuca de la Primera División de México. Se retiró del fútbol como jugador en octubre de 2011.
Su hijo Juan José Calero actualmente juega para el equipo de  Gil Vicente (cedido) de la Primeira Liga de Portugal.
Es también conocido por ser el arquero colombiano al que Martín Palermo, jugando para la Selección Argentina en la Copa América 1999, le pateó 3 penales en un mismo partido, fallando en los 3, partido que finalmente ganó Colombia por 3 a 0, tirando los 2 primeros por arriba del arco y el tercero siendo atajado por Calero.
Tras su fallecimiento la marca mexicana de guantes Rinat, marca que patrocinaba a Miguel Ángel Calero, decidió homenajearle con la celebración del Día Internacional del Portero, cada año el 14 de abril, haciéndola coincidir con la fecha de su nacimiento.

## Trayectoria
Su primer club fue el Real Independiente de su natal Ginebra, para luego ser formado en las divisiones inferiores de la Escuela de Fútbol Carlos Sarmiento Lora, a la cual llegaría en 1986 después de un encuentro que disputaron Real Independiente y la Escuela Carlos Sarmiento, la cual dio a cambio de Calero $ 150,000 COP, un uniforme completo y 10 balones. Debutó en un encuentro contra el equipo Real Sociedad en el Estadio Pascual Guerrero, en un partido de exhibición como antesala al encuentro Deportivo Cali vs Atlético Nacional. Con 15 años Calero se disputaba la titularidad con futuras estrellas del fútbol colombiano como lo serían Faryd Mondragón y Óscar Córdoba.
Con su llegada a Cali estudió becado en el Colegio Mayor de Yumbo gracias a la intervención Reinaldo Rueda, ya que este último enseñaba en ese colegio durante la jornada de la mañana. Rueda pronto acogió al joven Calero ayudándolo también transportándolo desde la Loma de Cruz, donde vivía Calero en un cuarto que le pagaba la Escuela Carlos Sarmiento, hasta el colegio en Yumbo:

Recogía a Miguel todos los días a las 6:15 a.m. en Santa Librada, ya que el vivía en La Loma de la Cruz, gracias a un cuarto que le pagaba la Escuela Carlos Sarmiento; llegábamos tipo 7:00 a.m. al colegio, a las 12:40 p.m. salíamos y lo dejaba en su casa a la 1:30 p.m. Luego nos veíamos de nuevo a las 3:00 p.m. en las canchas panamericanas. Fui su chofer durante 10 meses.
Reinaldo Rueda

Debutó profesionalmente en el desaparecido club Sporting de Barranquilla en 1987, en él se ganó el apodo de "El Show" o "El Cóndor" por las continuas exhibiciones y sus salidas ofensivas, similares a las de René Higuita. De allí pasó a su club escuela, el Deportivo Cali, tras la salida de Carlos Trucco, arquero de la selección de fútbol de Bolivia. Su actuación fue determinante en la temporada de 1996, donde el Deportivo Cali obtuvo su sexto título después de 22 años.
Posteriormente, Calero fue traspasado al club Atlético Nacional en la que en el momento fue la mayor transacción entre clubes de fútbol colombianos de la historia (USD 1'300.000). Su paso por Atlético Nacional le catapultó para el fútbol mexicano, donde fue fichado por el Pachuca, convirtiéndose en un jugador importante para la obtención de los títulos conseguidos por el club, consiguiendo cuatro títulos nacionales y cinco internacionales.

### Pachuca

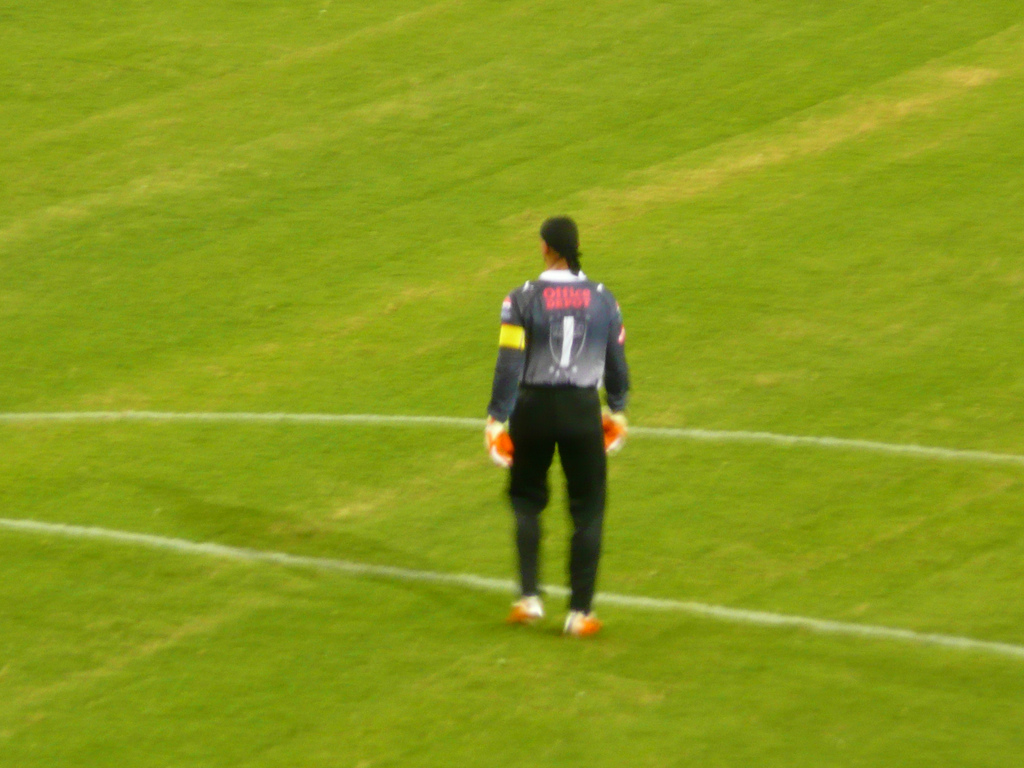
Calero atajando para el Pachuca en 2007.

Calero fue anunciado como nuevo arquero de los tuzos en mayo de 2000 ante la inminente salida de Ignacio González, se integró a partir del torneo de invierno 2000 de la Primera División Mexicana. Debutó en la derrota de 3-4 ante Toluca el 30 de julio de 2000, con un debut regular, aunque pronto se haría de la titularidad. Calero a palabras suyas le impacto la muerte de Pablo Hernán ocurrida en enero de 2001 y que fue una tragedia lastimosa para esta institución hidalguense. Ese mismo año fue parte del centenario del club, para ese torneo de invierno 2001 lograron ganar otra final ante los Tigres de la UANL. Con Pachuca se afianzo como titular. Como capitán ganó el primer título internacional en 2002, ese torneo de apertura 2002 le anotó un gol a Jaguares de Chiapas sobre el tiempo añadido de cabeza tras un tiro de esquina apoyándose sobre su compañero Walter Silvani. En total logró cinco títulos de liga, la Copa Sudamericana 2006, Cuatro Copas dentro de la zona de CONCACAF (2002, 2007, 2008, 2010) siendo la Sudamericana el máximo logró para un equipo mexicano en torneos CONMEBOL.
En septiembre del año 2007, sufrió una trombosis venosa en su brazo izquierdo debido a una vieja operación. Esta dolencia mantuvo a Miguel Calero alejado de las canchas casi seis meses, después de los cuales regresó como portero titular del Pachuca. Después de la Copa Mundial de Clubes 2008, Calero afirmó que se retiraría en 2009 El colombiano no quiso dar detalles del por qué, pero se especuló que podría ser por razones médicas derivadas de la trombosis. El doctor de la selección de fútbol de Colombia Gabriel Ochoa Uribe afirmó que la operación y la recuperación de Calero fueron óptimas, sin embargo la alta competencia era un riesgo para el jugador, pues el tratamiento con anticoagulatorios es peligroso en un deporte de alto impacto. En una entrevista a ESPN2, Calero dijo que era una decisión que había tomado, «la única decisión con la que no está de acuerdo mi familia, pues ellos no me ven todavía fuera del fútbol».
Fue fundamental en la obtención del trofeo de la Superliga 2007 tras haberle atajado un penal al futbolista estadounidense Landon Donovan en la serie de penales tras un empate a un gol.
De igual manera, en la InterLiga 2009 fue fundamental para la clasificación del Pachuca a la primera fase de la Copa Libertadores 2009, luego de atajar cuatro penales y marcar uno, en la definición contra el Atlas de Guadalajara.
Tiempo después Calero decidió no retirarse y firmó un contrato con el Pachuca hasta el 2011,[cita requerida] todavía vería su última final y del equipo Pachuca, alcanzada en 2009 más concretamente en el torneo Clausura contra los Pumas de la UNAM pero lamentablemente tanto para el mismo como para el equipo su actuación no fue contundente y en un error suyo permitió el gol de Pablo Barrera que selló el título auriazul. Miguel Calero disputó 495 partidos con Pachuca.

### Goles marcados
El 30 de marzo de 1995, Miguel Calero marcó un gol de media cancha con el Deportivo Cali contra el Deportivo Pereira, siendo este su primero como profesional. Dos años más tarde, el 3 de marzo de 1997 tras un tiro libre marcó de media volea contra el Independiente Medellín.
Ya en su etapa con Pachuca marcó también un gol el 11 de agosto de 2002, en esta ocasión rematando de cabeza (con todo y la gorra que acostumbraba usar desde principios de su carrera) en un tiro de esquina en la última jugada del partido contra Jaguares de Chiapas, gol que le dio el empate 3-3 a su equipo.

## Fallecimiento

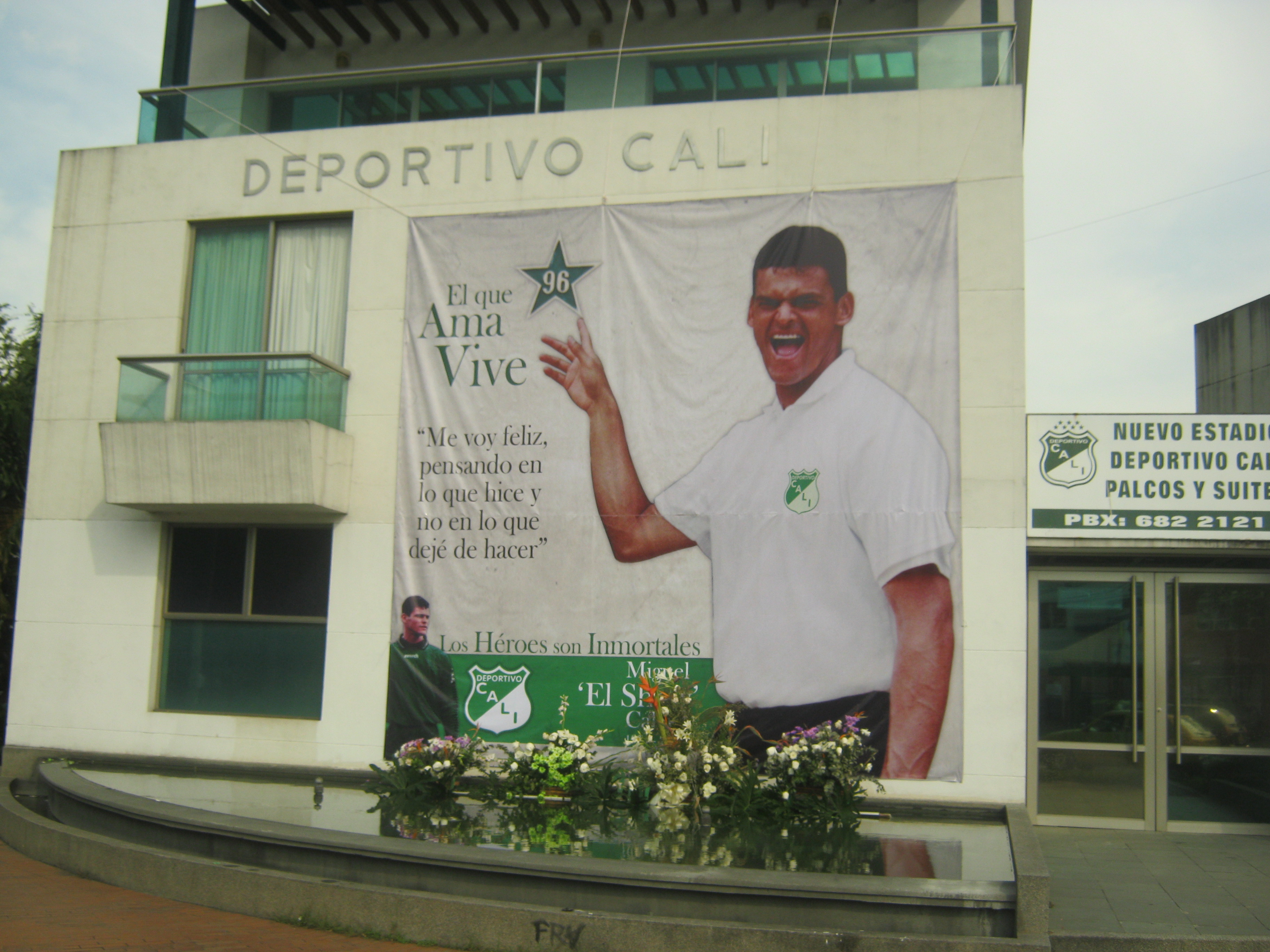
Homenaje a Miguel Calero en la sede administrativa Alex Gorayeb del Deportivo Cali 2012.

Miguel Calero sufrió una trombosis venosa en el brazo izquierdo, y fue operado en Estados Unidos. Abandonó las canchas el 29 de septiembre de 2011, con ciertas consecuencias de la trombosis sufrida que le impidieron completar la temporada en la que participaba.
El 25 de noviembre de 2012 Miguel Calero despertó poco antes de terminar la mañana. Descendió del segundo piso dando no menos de 15 pasos, logró entrar al comedor donde advirtió a uno de sus hijos que se sentía mareado. La parte izquierda del cuerpo del arquero colombiano no respondía a sus órdenes, a lo cual sus hijos sonrieron pensando que se trataba de un juego de su padre para hacerlos reír, pero rápidamente las risas cesaron. Calero no pudo caminar ni levantarse por lo que fue llevado por uno de sus hijos hasta el carro que conduciría el chofer de un vecino con destino al hospital. Miguel Calero sufrió un infarto cerebral a causa de una embolia en el hemisferio derecho. Desde esa fecha estuvo internado en una clínica, y pese haberse dado gran mejoría, debido a una recaída, el 3 de diciembre de 2012 se declaró que sufrió muerte cerebral. El martes 4 de diciembre, un día después, falleció en el hospital Médica Sur en Tlalpan, Ciudad de México, tras perder sus signos vitales debido a un paro cardiorrespiratorio. El Grupo Pachuca confirmó este hecho con el siguiente comunicado: 

Por medio del presente, el Grupo Pachuca lamenta profundamente informar que este mediodía del martes 4 de diciembre de 2012, el máximo símbolo de los Tuzos, Miguel Ángel Calero Rodríguez, ha fallecido.

Al día siguiente, el 5 de diciembre, el cuerpo del exarquero del Pachuca fue llevado al Estadio Hidalgo (la cancha del Pachuca) donde fue ovacionado por cerca de diez mil aficionados.
El féretro del exfutbolista fue desplazado por toda la cancha en una vuelta olímpica por compañeros e integrantes del Pachuca y tras el recorrido, fue colocado en el centro de la cancha con los títulos que ganó a lo largo de su carrera deportiva a su lado. Tras una conmovedora misa de despedida, el cuerpo del exjugador fue finalmente cremado en una ceremonia privada. Sus restos fueron repartidos entre México y Colombia. Como señal de respeto al jugador, el club hizo construir una estatua en su honor y el número 1 que utilizaba el exfutbolista, fue retirado de los uniformes de los porteros del club. El 22 de marzo de 2013, en los actos de protocolo para el juego por eliminatorias rumbo al mundial de Brasil 2014 entre las selecciones de Colombia y Bolivia en Barranquilla, se le homenajeó y se le entregó una camiseta a sus familiares.

### Legado en el futbol mexicano
Miguel Calero es considerado dentro del selecto grupo de porteros extranjeros que han jugado en México en la Primera División cuando se inició el profesionalismo en México. Este grupo está formado por los porteros siguientes:
- Joaquín Urquiaga Legarburu, apodado  El Chavo en España, pero El Gordo en México. Fue un internacional español titular de la Selección Vasca y titular del Betis de Sevilla en donde conquistó el único campeonato del Betis en la Primera División de España y considerado como el primer portero que mostró su calidad, reflejos, elasticidad y siendo base de los Tiburones Rojos de Veracruz, en el primer campeonato obtenido por el equipo del puerto en la temporada 1944-45. A pesar de su corpulencia, los cronistas deportivos de la época se sorprendían de las voladas que hacía de poste a poste y un portero temible en las salidas quitando el balón a los pies de los delanteros. Detuvo cinco penaltis en la temporada de campeón con los Tiburones Rojos.

- Eugenio '''Mono ''' Arenaza fue un portero peruano que vino a jugar con los Panzas Verdes del León. Destacó a nivel continental a fines de la década de 1940 y durante gran parte de la década de 1950. Siendo considerado uno de los mejores porteros de América. Fue uno de los mejores arqueros que han llegado al fútbol mexicano. Surgido en el club Club Atlético Telmo Carbajo para luego fichar por Alianza Lima y River Plate de Argentina. Posteriormente, se convirtió en un ídolo histórico del Club León al salir dos veces campeón nacional y formar parte del Campeonísimo León, siendo el portero más ganador en la historia del club. Es también uno de los porteros más ganadores en la historia del futbol mexicano totalizando 8 títulos con León y Club Deportivo Marte donde entre ellos destacan 3 títulos nacionales.

- Walter Ormeño fue un portero peruano que por ser de gran estatura le apodaron Gulliver pero mostrando buena técnica que se desempeñó como guardameta. Destacó a nivel continental a fines de la década de 1940 y durante gran parte de la década de 1950. Siendo considerado uno de los mejores porteros de América. El peruano naturalizado mexicano llegó al país en 1959, como refuerzo de los Cremas del América, siendo en su momento uno de los fichajes llamativos realizados por Emilio Azcárraga Milmo, el entonces dueño de la franquicia. El equipo estaba bajo el mando de Fernando Marcos. Pero en la temporada de 1959-1960 tuvo un altercado con el árbitro Lezama en la Bombonera de Toluca y posteriormente lo golpeó, siendo suspendido por un año de actividad en la Primera División de México, por lo cual se fue a jugar a la Liga Canadiense con el Montreal, White Eagles (Águilas Blancas). Regresó a México para jugar con el Atlante, Canarios del Morelia y con los Cañeros del Zacatepec, pero no fue como jugador donde logró más, sino en su etapa como entrenador.

- Florentino López apodado  El Lince fue un portero español que llegó a México durante su infancia huyendo de la guerra civil española. Radicado inicialmente en la Ciudad de México, se cambió al estado de Coahuila en donde se mostró jugando con las selecciones estatales. Fue contratado por los Panzas Verdes del León pero nunca jugó con ellos por tener como porteros a Eugenio Arenaza y Antonio "La Tota" Carbajal. Cedido a los Freseros de Irapuato en la Segunda División, ascendió con el equipo a la Primera División. Regresó a España y jugó con el Valencia, Mallorca, CD Plus Ultra y Real Madrid pero cuando se enteró de que el Real Madrid había contratado al portero Catalán José Vicente Train, platicó con Santiago Bernabeu que le diera su libertad y regresó a México a jugar con los Diablos Rojos del Toluca, en donde mostró todo su potencial siendo un portero seguro de manos, elástico, reflejos apropiados y con una gran colocación. Fue parte del Toluca que logrará el bicampeonato en la temporada 1966-67 y 1967-68. Continúa dos temporadas más con los Diablos Rojos hasta su retiro en la temporada 1970-71 por malas relaciones con el cuerpo técnico y presidente del equipo de ese tiempo.

- Ataúlfo Sánchez portero argentino que había jugado en el Club Racing y que llegó a México en la temporada 1962-63 para los Cremas del América con una temporada con el Necaxa y posteriormente regresó al América hasta la temporada 1969-70. Formó parte de la alineación titular del América, cuando se inauguró el Estadio Azteca ante el Torino italiano el 31 de mayo de 1966. Estuvo en el cuerpo técnico como entrenador de porteros de la Selección Mexicana que participó en la Copa del Mundo de México en 1970. Fue campeón con el equipo de Coapa en la temporada 1965-66. Es considerado uno de los mejores porteros argentinos en la historia del Club América. Fue apodado El Rey del Arco.

- Miguel Marín fue un portero argentino apodado El Gato aunque también le decían Superman por algunos cronistas deportivos de ese tiempo. Es considerado el mejor portero argentino que ha jugado en México en donde llegó contratado por los Cementeros del Cruz Azul único club con el que jugó en México, en la temporada 1971-1972 debutando el 26 de diciembre en una victoria contra las Chivas Rayadas del Guadalajara. Sereno defensor, hábil estratega, atajador experimentado, supo jugar el área y mover su línea de seguridad a diversas distancias y alturas también, parador de tiros rasos, al arco y era resistente a los cañoneos. Marín lograba posicionarse en un lugar donde fue difícil vencerlo. Formó parte del Cruz Azul invencible de la década de los 70s ganador de cinco títulos de la Primera División, un título de Campeón de Campeones y una título de la Concacaf. Ganador en varias ocasiones de mejor portero de México. Un padecimiento cardíaco lo hizo retirarse del Cruz Azul, iniciando carrera como entrenador. Los aficionados celestes lo recuerdasn con cariño.

- Walter Gassire portero uruguayo que llegó a México en la temporada 1974-75 contratado por los Diablos Rojos del Toluca. Portero seguro, con buenos reflejos y su principal virtud era el saber jugar su área, cualidad no frecuente en los porteros en ese tiempo. Fue parte del equipo campeón en esa temporada dirigido por José Ricardo de León, permaneciendo con los Diablos Rojos hasta 1980. Seguiría jugando posteriormente con Atletas Campesinos de Querétaro, Toros del Atlético Español y la Jaiba Brava del Tampico Madero, equipo con el cual se retiró.

- Jan Gomolá fue un portero polaco que llegó a México en la temporada 1974-75 contratado por los Toros del Atlético Español. Tenía antecedentes de haber jugado en la Selección Nacional de Polonia a principios de la décadas de los años 70. Debutó en el futbol mexicano en la derrota 1-0 ante los Tiburones Rojos del Veracruz gol anotado por Juan Carlos Chango Cárdenas de penalti. Un portero de gran fortaleza física, alto, buen atajador y con técnica en su salida además de jugar el área y que en sus primeros encuentros, salía a entrenar antes del inicio de los mismos, llamando la atención al público de los estadios, ya que son costumbres europeas no familiares en México. Titular en el tiempo en que estuvo con los Toros hasta que en la temporadas 1977 pasó a los Cañeros del Zacatepec donde al terminar su contrato regresó a su patria.

- Héctor Miguel Zelada, portero argentino considerado uno de los mejores en la historia del futbol mexicano. Llegó a México en la temporada 1979-80 contratado por las Águilas del América y en su debut perdió ante los Pumas de la UNAM 3-0. De Zelada aparte de sus cualidades como portero tenía carácter y don de mando esencial en esa posición. Se hace famoso al detener un penalti a Eduardo El Vaquero Cisneros en una final del campeonato 1983-84. Zelada con los colores del América, se consagró como tricampeón del fútbol mexicano tras ganar los títulos: 1983/84, 1984/85 y 1985. Al ganarle las respectivas finales al Guadalajara, Pumas y Tampico-Madero. Fue campeón también con la Selección de Argentina en la Copa del Mundo en 1986 como tercer portero. Posteriormente jugó con el Atlante en donde descendió. Decide posterior al descenso colgar los guantes. Actualmente es representante de jugadores.

- René Higuita portero colombiano que llegó al futbol mexicano en la temporada 1997-98 contratado por los Tiburones Rojos de Veracruz. De fama internacional al haber jugado como titular en la Copa del Mundo de Italia en 1990 además de haber jugado en España con el Real Valladolid. Famoso por haber realizado en el Estadio de Wembley en Londres, la jugada denominada El Escorpión en 1995 ante la Selección de Inglaterra la cual dio la vuelta al mundo. Su peculiar estilo de juego por ser de los primeros porteros en jugar como líbero originó que la FIFA modificara sus reglas para hacer más participativo al portero con el uso de los pies. Este tipo de cualidades fueron mostradas por Higuita en su estancia en el futbol mexicano.

## Selección nacional
Calero fue internacional con la Selección Colombia en 55 ocasiones, participando en el Mundial de Francia 1998, y en varias Copas América, destacando principalmente la Copa América 2001 donde se consagró campeón, aunque fue suplente de Óscar Córdoba en la mayoría de los juegos, jugando solo uno. También participó en la Copa de Oro 2000, estuvo en la selección Colombia hasta la copa América 2007 cuando por malos resultados se retiró de la selección, aun así volvió a ser convocado para las eliminatorias al Mundial de Sudáfrica 2010 como portero suplente de Agustín Julio.

#### Participaciones enEliminatorias al Mundial
| Eliminatoria                                | Sede del Mundial       | Posición               | Resultado   | PJ                                | GR  | VI |
| ------------------------------------------- | ---------------------- | ---------------------- | ----------- | --------------------------------- | --- | -- |
| Eliminatorias Mundial de Francia 1998       | Francia                | 3°lugar 28pts          | Clasificado | 1                                 | 0   | 1  |
| Eliminatorias Mundial de Corea y Japón 2002 | Corea del Sur y Japón  | 6°lugar 27pts          | Eliminado   | 2                                 | -3  | 0  |
| Eliminatorias Mundial de Alemania 2006      | Alemania               | 6°lugar 24pts          | Eliminado   | 12                                | -8  | 7  |
| Eliminatorias Mundial de Sudáfrica 2010     | Sudáfrica              | 7°lugar 23pts          | Eliminado   | 0 (2 convocatorias como suplente) | 0   | 0  |
| Total en Eliminatorias                      | Total en Eliminatorias | Total en Eliminatorias | 1/4         | 15                                | -11 | 8  |

#### Participaciones enCopas del Mundo
| Mundial                  | Sede                     | Resultado                | PJ                           | GR | VI |
| ------------------------ | ------------------------ | ------------------------ | ---------------------------- | -- | -- |
| Mundial Sub-20 1989      | Arabia Saudita           | Cuartos de final         | 1                            | -1 | 0  |
| Mundial de Francia 1998  | Francia                  | Fase de grupos           | 0 (3 partidos como suplente) | 0  | 0  |
| Total en Copas del Mundo | Total en Copas del Mundo | Total en Copas del Mundo | 1                            | -1 | 0  |

#### Participaciones enCopas América
| Torneo                 | Sede                   | Resultado              | PJ                           | GR  | VI |
| ---------------------- | ---------------------- | ---------------------- | ---------------------------- | --- | -- |
| Copa América 1991      | Chile                  | Cuarto lugar           | 0 (7 partidos como suplente) | 0   | 0  |
| Copa América 1995      | Uruguay                | Tercer lugar           | 0 (6 partidos como suplente) | 0   | 0  |
| Copa América 1997      | Bolivia                | Cuartos de final       | 2                            | -3  | 0  |
| Copa América 1999      | Paraguay               | Cuartos de final       | 3                            | -3  | 2  |
| Copa América 2001      | Colombia               | Campeón                | 1                            | 0   | 1  |
| Copa América 2007      | Venezuela              | Fase de grupos         | 2                            | -9  | 0  |
| Total en Copas América | Total en Copas América | Total en Copas América | 8                            | -15 | 3  |

#### Participaciones enCopa de Oro
| Torneo           | Sede           | Resultado  | PJ | GR | VI |
| ---------------- | -------------- | ---------- | -- | -- | -- |
| Copa de Oro 2000 | Estados Unidos | Subcampeón | 3  | -4 | 1  |

#### Participaciones enJuegos Olímpicos
| Torneo                | Sede              | Resultado      | PJ | GR | VI |
| --------------------- | ----------------- | -------------- | -- | -- | -- |
| Juegos Olímpicos 1992 | Barcelona, España | Fase de grupos | 2  | -5 | 0  |

## Clubes
| Club                     | País     | Año       |
| ------------------------ | -------- | --------- |
| Sporting de Barranquilla | Colombia | 1988-1991 |
| Deportivo Cali           | Colombia | 1991-1997 |
| Atlético Nacional        | Colombia | 1998-2000 |
| Club Pachuca             | México   | 2000-2011 |

## Estadísticas

### Clubes
| Club                                | Temporada           | Liga        | Liga        | Copas Internacionales | Copas Internacionales | Total | Total |
| Club                                | Temporada           | Part.       | Goles       | Part.                 | Goles                 | Part. | Goles |
| ----------------------------------- | ------------------- | ----------- | ----------- | --------------------- | --------------------- | ----- | ----- |
| Sporting de Barranquilla · Colombia | 1988                | Desconocido | Desconocido | Inexistentes          | Inexistentes          | ?     | 0     |
| Sporting de Barranquilla · Colombia | 1989                | Desconocido | Desconocido | Inexistentes          | Inexistentes          | ?     | 0     |
| Sporting de Barranquilla · Colombia | 1990                | Desconocido | Desconocido | Inexistentes          | Inexistentes          | ?     | 0     |
| Sporting de Barranquilla · Colombia | 1991                | Desconocido | Desconocido | Inexistentes          | Inexistentes          | ?     | 0     |
| Sporting de Barranquilla · Colombia | Total club          | 44          | 0           | 0                     | 0                     | 44    | 0     |
| Deportivo Cali · Colombia           | 1991                | Desconocido | Desconocido | Inexistentes          | Inexistentes          | ?     | 0     |
| Deportivo Cali · Colombia           | 1992                | Desconocido | Desconocido | Inexistentes          | Inexistentes          | ?     | 0     |
| Deportivo Cali · Colombia           | 1993                | 35          | 0           | Inexistentes          | Inexistentes          | 35    | 0     |
| Deportivo Cali · Colombia           | 1994                | 10          | 0           | Inexistentes          | Inexistentes          | 10    | 0     |
| Deportivo Cali · Colombia           | A-1995              | 25          | 1           | Inexistentes          | Inexistentes          | 25    | 1     |
| Deportivo Cali · Colombia           | 1995/96             | Desconocido | Desconocido | Inexistentes          | Inexistentes          | ?     | 0     |
| Deportivo Cali · Colombia           | 1996/97             | Desconocido | Desconocido | 6                     | 0                     | ?     | 1     |
| Deportivo Cali · Colombia           | Total club          | 249         | 2           | 6                     | 0                     | 255   | 2     |
| Atlético Nacional · Colombia        | 1998                | 45          | 0           | 6                     | 0                     | 51    | 0     |
| Atlético Nacional · Colombia        | 1999                | 42          | 0           | 0                     | 0                     | 42    | 0     |
| Atlético Nacional · Colombia        | 2000                | 5           | 0           | 5                     | 0                     | 10    | 0     |
| Atlético Nacional · Colombia        | Total club          | 92          | 0           | 11                    | 0                     | 103   | 0     |
| Pachuca CF · México                 | 2000/01             | 29          | 0           | 2                     | 0                     | 31    | 0     |
| Pachuca CF · México                 | 2001/02             | 31          | 0           | Inexistentes          | Inexistentes          | 31    | 0     |
| Pachuca CF · México                 | 2002/03             | 30          | 1           | Inexistentes          | Inexistentes          | 30    | 1     |
| Pachuca CF · México                 | 2003/04             | 35          | 0           | Inexistentes          | Inexistentes          | 35    | 0     |
| Pachuca CF · México                 | 2004/05             | 33          | 0           | 8                     | 0                     | 41    | 0     |
| Pachuca CF · México                 | 2005/06             | 33          | 1           | Inexistentes          | Inexistentes          | 33    | 1     |
| Pachuca CF · México                 | 2006/07             | 31          | 0           | 16                    | 0                     | 47    | 0     |
| Pachuca CF · México                 | 2007/08             | 22          | 0           | 12                    | 0                     | 34    | 0     |
| Pachuca CF · México                 | 2008/09             | 39          | 0           | 11                    | 0                     | 50    | 0     |
| Pachuca CF · México                 | 2009/10             | 34          | 0           | 9                     | 0                     | 43    | 0     |
| Pachuca CF · México                 | 2010/11             | 28          | 0           | 4                     | 0                     | 32    | 0     |
| Pachuca CF · México                 | C-2011              | 7           | 0           | Inexistentes          | Inexistentes          | 7     | 0     |
| Pachuca CF · México                 | Total club          | 352         | 2           | 62                    | 0                     | 414   | 2     |
| Total en su carrera                 | Total en su carrera | 737         | 4           | 79                    | 0                     | 816   | 4     |

### Selección
| #  | Fecha                | Torneo           | Club                   | Res. | Club Adv               | Jugada                            | Arquero Rival         |
| -- | -------------------- | ---------------- | ---------------------- | ---- | ---------------------- | --------------------------------- | --------------------- |
| 1. | 30 de marzo de 1995  | Primera División | Deportivo Cali         | 2-1  | Deportivo Pereira      | Pelotazo desde la mitad de cancha | Pedro Pablo Rodríguez |
| 2. | 3 de marzo de 1997   | Primera División | Deportivo Cali         | 1-1  | Independiente Medellín | Volea                             | Daniel Vélez          |
| 3. | 12 de agosto de 2002 | Primera División | Club de Fútbol Pachuca | 3-3  | Jaguares de Chiapas    | Cabezazo                          | Adrián Zermeño        |

| Selección                   | Año                         | Part. | Goles |
| --------------------------- | --------------------------- | ----- | ----- |
| Sub-20                      | 1989                        | 1     | 0     |
| Olímpica                    | 1992                        | 2     | 0     |
| Absoluta                    | 1995                        | 4     | 0     |
| Absoluta                    | 1996                        | 1     | 0     |
| Absoluta                    | 1997                        | 6     | 0     |
| Absoluta                    | 1998                        | 3     | 0     |
| Absoluta                    | 1999                        | 8     | 0     |
| Absoluta                    | 2000                        | 4     | 0     |
| Absoluta                    | 2001                        | 2     | 0     |
| Absoluta                    | 2002                        | 1     | 0     |
| Absoluta                    | 2004                        | 10    | 0     |
| Absoluta                    | 2005                        | 5     | 0     |
| Absoluta                    | 2007                        | 6     | 0     |
| Absoluta                    | 2009                        | 1     | 0     |
| Total en Selección Colombia | Total en Selección Colombia | 54    | 0     |

## Palmarés

### Campeonatos nacionales
| Título           | Club              | País     | Año  |
| ---------------- | ----------------- | -------- | ---- |
| Primera División | Deportivo Cali    | Colombia | 1996 |
| Primera División | Atlético Nacional | Colombia | 1999 |
| Torneo Invierno  | Club Pachuca      | México   | 2001 |
| Torneo Apertura  | Club Pachuca      | México   | 2003 |
| Torneo Clausura  | Club Pachuca      | México   | 2006 |
| Torneo Clausura  | Club Pachuca      | México   | 2007 |

### Copas internacionales
| Título                           | Club                  | País     | Año  |
| -------------------------------- | --------------------- | -------- | ---- |
| Copa Merconorte                  | Atlético Nacional     | Colombia | 1998 |
| Copa América                     | Selección de Colombia | Colombia | 2001 |
| Copa de Campeones de la CONCACAF | Club Pachuca          | México   | 2002 |
| Copa Sudamericana                | Club Pachuca          | Chile    | 2006 |
| Copa de Campeones de la CONCACAF | Club Pachuca          | México   | 2007 |
| Copa de Campeones de la CONCACAF | Club Pachuca          | México   | 2008 |
| Liga de Campeones de la CONCACAF | Club Pachuca          | México   | 2010 |